# Crypticerya mangiferae
Crypticerya mangiferae är en insektsart som beskrevs av Tang 1995. Crypticerya mangiferae ingår i släktet Crypticerya och familjen pärlsköldlöss. Inga underarter finns listade i Catalogue of Life.